# Johannes François Snelleman

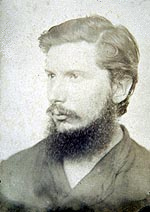
Joh. F. Snelleman

Johannes François Snelleman (Rotterdam, 26 december 1852 – Den Haag, 18 mei 1938) was een Nederlands oriëntalist, ontdekkingsreiziger en etnoloog en daarnaast gedurende 15 jaar museumdirecteur.

## Loopbaan
Van 1887 tot 1889 nam hij als zoöloog deel aan een wetenschappelijke expeditie naar Midden-Sumatra met als doel het in kaart brengen van het stroomgebied van de Hari en het onderzoeken van de natuur en de bevolking. Deze door het Koninklijk Nederlands Aardrijkskundig Genootschap (KNAG) georganiseerde tocht stond onder leiding van luitenant-ter-zee J. Schouw Santvoort; andere deelnemers waren D.D. Veth (zoon van de KNAG-voorzitter P.J. Veth) en A.L. van Hasselt. Over deze expeditie heeft hij later een boek geschreven.
Bij een latere KNAG-expeditie in 1884/1885 in Angola, waaraan Snelleman zelf niet deelnam, kwam D.D. Veth door uitputting om het leven waarna Snelleman samen met P.J. Veth een boek schreef over deze ontdekkingsreiziger en diens expeditie in Zuidwest-Afrika. Later zou Snelleman meewerken aan een serie van 3 boeken geschreven door P.J. Veth met de titel Java, geographisch, ethnologisch, historisch.
Van de vierdelige Encyclopaedie van Nederlandsch-Indië was het eerste deel in 1896 verschenen onder redactie van P.A. van der Lith. Snelleman begon aan deze encyclopedie mee te weken vanaf het tweede deel heeft (1899) en het volgende deel (1902) verscheen onder gezamenlijke redactie van Van der Lith en Snelleman. Na het overlijden van Van der Lith in maart 1901 kwam het laatste deel (1905) tot stand onder redactie van alleen Snelleman.
In 1901 werd Joh. F. Snelleman, zoals zijn naam vaak geschreven werd, in Rotterdam directeur van het Ethnologisch Museum van Rotterdam (later Museum voor Land- en Volkenkunde en sinds 2000 Wereldmuseum Rotterdam) en het Maritiem Museum "Prins Hendrik" die vanaf 1885 nauw samenwerkten. Begin 1915 vroeg hij als museumdirecteur ontslag aan vanwege gezondheidsproblemen waarna hij in augustus van dat jaar op 63-jarige leeftijd werd opgevolgd door J.W. van Nouhuys.
Onder redactie van H.D. Benjamins en Snelleman was in 1914 begonnen met het werken aan de Encyclopaedie van Nederlandsch West-Indië die in 1917 gereed kwam. Hieraan werd bijgedragen door ongeveer 80 personen waaronder H. van Cappelle, A.A. Pulle, C.F. Schoch en F.A.F.C. Went.
Snelleman heeft naast boeken ook veel artikelen geschreven vooral betreffende de Nederlandse koloniën. Bovendien behoorde hij tot de redactie van het tijdschrift De West-Indische Gids waarvan Benjamins in 1919 een van de oprichters was.

## Huwelijken
- Zijn eerste vrouw overleed in 1899 waarna hij nog twee keer hertrouwde. Zijn laatste echtgenote was 35 jaar jonger dan Snelleman zelf.